# Haddadus binotatus
Haddadus binotatus là một loài ếch trong họ Craugastoridae.
Nó là loài đặc hữu của Brasil.
Các môi trường sống tự nhiên của chúng là các khu rừng ẩm ướt đất thấp nhiệt đới hoặc cận nhiệt đới và các khu rừng vùng núi ẩm nhiệt đới hoặc cận nhiệt đới.
Nó bị đe dọa do mất môi trường sống.

## Hình ảnh

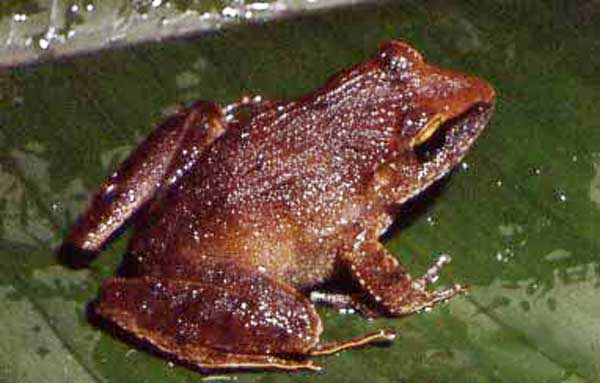
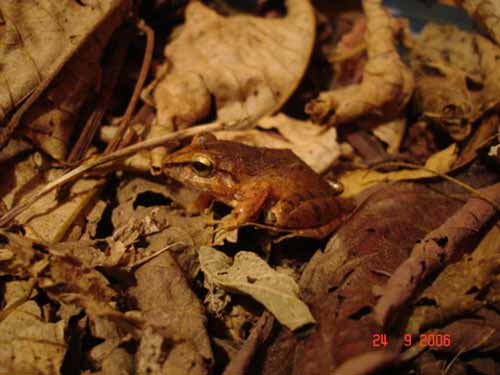
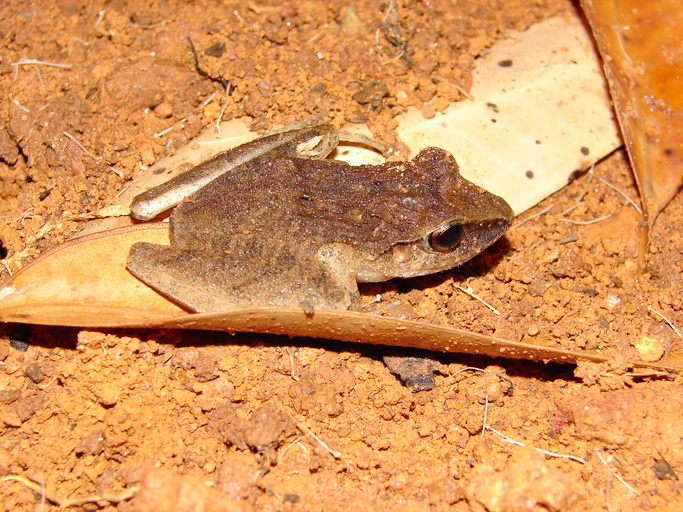
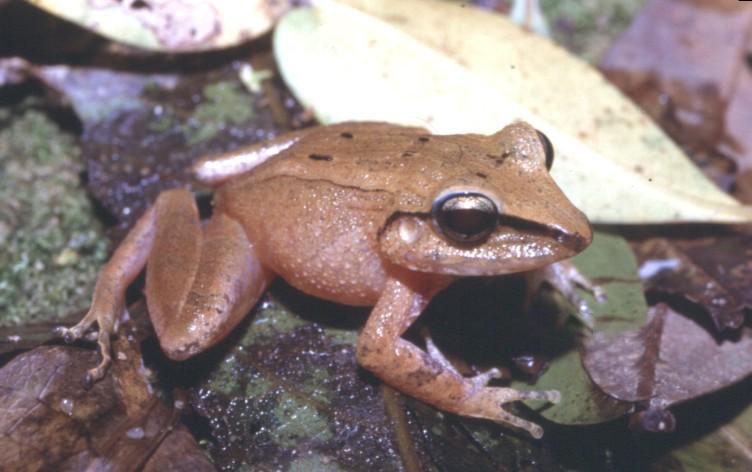